# Pomacentrus baenschi
Pomacentrus baenschi és una espècie de peix de la família dels pomacèntrids i de l'ordre dels perciformes.

## Morfologia
Els adults poden assolir fins a 10 cm de longitud total.

## Distribució geogràfica
Es troba a l'Àfrica oriental entre Kenya i Moçambic. També a les Comores i als esculls de corall del Canal de Moçambic.